# Brodska prevodnica
Brodska prevodnica je građevina koji služi za izravnavanje plovnog puta, odnosno omogućuje plovilima svladavanje razlike u razinama vode, koja nastaje zbog prirodnih ili umjetnih prepreka na vodnom putu. Kada je na plovnom putu potrebno dignuti ili spustiti plovilo za visinu plovne stepenice, to se može ostvariti pomoću:
- brodske prevodnice
- brodskog dizala
- brodske uspinjače

Iskustvo pokazuje da je granica primjene obrodske prevodnice visinska razlika od 20 do 25 m na zemljanom tlu, odnosno 30 do 35 m na stjenovitom tlu. Nizom brodskih prevodnica se može svladati visinska razlika od 40 do 60 m. Za visinske razlike veće od 70 m najčešće je opravdana upotreba brodskog dizala.

## Povijest
Brodske prevodnice su se koristile u Kini za vrijeme dinastije Sung i to još 984. One su zamijenile već postojeće brodske uspinjače, s kojima je bilo dosta problema. Dužina im je bila veća od 50 koraka i imale su ovjesna vrata, koja su se zatvarala dok se komora punila ili praznila. Svaka brodska prevodnica je imala razliku razine vode oko 1,5 m. Na Velikom ili Carskom kanalu, na taj način se svladavalo oko 42 m visinske razlike.
U srednjovjekovnoj Europi, prva brodska prevodnica je sagrađena u Nizozemskoj 1373. Ona je imala veliki bazen, u kojem je stalo i nekoliko brodova. Prva prava komora na brodskoj prevodnici je sagrađena u blizini Brugesa 1396. Poznati građevinski inženjer za brodske prevodnice je bio Talijan Bertola da Novate (1410. – 1475.), koji ih je sagradio 18, na Milanskom sustavu kanala.
| Za plovilo koje ide uzvodno: | Za plovilo koje ide uzvodno:    |        | Za plovilo koje ide nizvodno:      | Za plovilo koje ide nizvodno: |
| 1–2.                         | Plovilo ulazi u komoru.         | 8–9.   | Plovilo ulazi u komoru.            |                               |
| 3.                           | Donja vrata se zatvaraju.       | 10.    | Gornja vrata se zatvaraju.         |                               |
| 4–5.                         | Komora se puni s vodom uzvodno. | 11–12. | Komora se prazni s vodom nizvodno. |                               |
| 6.                           | Gornja vrata se otvaraju.       | 13.    | Donja vrata se otvaraju.           |                               |
| 7.                           | Plovilo izlazi iz prevodnice.   | 14.    | Plovilo izlazi iz prevodnice.      |                               |

## Osnovni dijelovi
Podizanje ili spuštanje plovila pomoću brodske prevodnice provodi se punjenjem, odnosno pražnjenjem komore, koja je na oba kraja zatvorena vratima. S vanjske strane vrata nalaze se uzvodni i nizvodni prilazni kanali. U sklopu gornje i donje glave prevodnice ugrađena su vrata i zatvarači koji služe za ulazak i izlazak plovila, te za blokiranje ulaska vode u komoru. Prilazni kanali služe sa siguran prilaz plovila, te za privremeno pristajanje plovila koji čekaju prolaz. Prevodnice se najčešće rade u paru s dvije komore. Svaka od komora se koristi za jedan smjer plovidbe.
Osnovni dijelovi brodske prevodnice jesu:
- komora brodske prevodnice,
- zidovi komore,
- gornja i donja glava prevodnice,
- prilazni kanali,
- pretpristaništa i usmjeravajuće građevine,
- vrata za ulazak i izlazak plovila.

Oblikovanje prevodnice ovisi o visini plovne stepenice, o načinu punjenja i pražnjenja komore, te o plovidbenim i građevinskim zahtjevima. Jednostavni tip brodske prevodnice se gradi na plovnim putevima s malim prometom. Gornja vrata imaju manju visinu, koja ovisi o dubini plovnog puta. Donja vrata imaju veću visinu, jer pokrivaju cijelu visinu stepenice, kad je visina stepenice manja od 12 m. Za više stepenice gradi se bunarska prevodnica, kojoj je komora s donje strane pregrađena u dva dijela. Donji dio ima pokretna vrata koja se podižu do visine plovila, dok je gornji dio čvrsti zid. 
Za plovne puteve s većim prometom, grade se složeni tipovi brodskih prevodnica. Prevodnice s dvije komore mogu imati spojni kanal sa zapornicom među komorama, a komore mogu biti potpuno odijeljene. Kad je potrebno smanjiti potrošnju vode, grade se prevodnice sa štednim bazenom ili s više štednih bazena. Veće se visinske razlike svladavaju dvostepenim prevodnicama ili prevodnicama u nizu. 
Predluke služe za čekanje plovila i za njihovo usmjeravanje pri ulazu u komoru prevodnice. Za usmjeravanje plovila postavlja se pred ulazom u komoru usmjerna građevina s tlocrtnim otklonom 1:4 do 1:5 od osi prevodnice. 
Postoje u osnovi dva sustava punjenja i pražnjenja brodskih prevodnica: čelno punjenje i pražnjenje, te komorno punjenje i pražnjenje.

### Čelno punjenje i pražnjenje
Ono se provodi kroz otvore na vratima, optočno oko vrata ili ispod, odnosno preko vrata. Vodovi za dovod vode su kratki ili ih uopće nema. Ulazni mlaz je koncentriran u uskoj zoni oko vrata. To nepovoljno djeluje na plovidbu, pa se takvo punjenje i pražnjenje ne primjenjuje na visoke prevodnice. Uz takvo punjenje, privezna se užad previše naprežu zbog nagiba vodene površine u komori, opstrujavanja plovila i pojave stojnih valova u komori. 

### Komorno punjenje i pražnjenje
Ono se provodi kroz zidove ili kroz dno komore. Voda tako dotječe i istječe kroz mnogo otvora, pa nema jačeg udara vode kao pri čelnom punjenju. Taj se sustav primjenjuje u prevodnicama s većom visinom dizanja, osnosno s prevodnicama velikog obujma. 
Za punjenje i pražnjenje kroz zidove služi kanal uzduž cijele komore s mnogo bočnih otvora. Na početku punjenja osjeća se mali udar vode, jer više vode dotječe kroz otvore koji su bliži početku kanala. Zbog toga nastaje mali vodeni val koji nije ugodan. Pogodnim razmještajem otvora može se jačina te pojave ublažiti. 
Punjenje i pražnjenje kroz pod komore provodi se pomoću mreže kanala ispod cijelog poda s mnogo okomitih otvora. Razina vode okomito se diže i ne pojavljuju se uzdužna i poprečna strujanja u komori. Zbog toga su brodovi u prevodnici tako mirni, da ih ne treba ni privezivati. Pri tome se može postići velika brzina podizanja vode (3 m/min i više), što skraćuje trajanje prolaza kroz prevodnicu.

## Brodska dizala
Brodska dizala se grade kao suha i mokra. Suho dizalo diže i spušta plovilo mehanički, iz jednog u drugi plovni put. Mokro dizalo prenosi plovilo u koritu punom vode. Da bi se olakšao prijenos, postavlja se protuuteg. Često se upotrebljava hidraulički pogon. Vrlo je interesantno tehničko rješenje rotirajuća brodska prevodnica Falkirk u Škotskoj.

## Brodska uspinjača
Brodskim uspinjačama mogu se plovila podizati uz kosinu ili spuštati niz kosinu. Plovilo je smješteno u čelično korito napunjeno vodom, koje leži na kolicima, koja se pomoću protuutega kotrljaju po kosim tračnicama. Brzina je kretanja mala, da bi se spriječilo njihanje vode u koritu. 
Podizanje i spuštanje plovila može se ostvariti pomoću vodenog klina, kojeg stvara štit, u kojem pluta plovilo. Vodeni se klin pokreće mehanički po kosom četvtastom žlijebu. Na gornjem su kraju vrata, kroz koja plovilo uplovljava u plovni put. Nedostatak je te brodske uspinjače velik utrošak energije, jer nema protuutega, i procjeđivanje vode između štita i stijenka žlijeba. 
U obje gornje brodske uspinjače plovilo je smješteno uzduž smjera gibanja. Postoje i brodske uspinjače u koja se plovila smještaju poprečno na smjer gibanja. Takve brodske uspinjače imaju relativno veliku brzinu gibanja, jer njihanje vode u koritu nema negativnog djelovanja, te mogu svladati veće kosine.